# 特罗盖里
特罗盖里（法語：Troguéry，法語發音：[tʁɔɡeʁi]）是法国阿摩尔滨海省的一个市镇，位于该省西北部，属于拉尼永区。

## 地理
特罗盖里（48°45'14"N, 3°13'33"W）面积3.61 平方千米，位于法国布列塔尼大區阿摩尔滨海省，该省份为法国西北部沿海省份，位于布列塔尼半岛北部，北濒大西洋英吉利海峡，西接菲尼斯泰尔省，南至莫尔比昂省，东临伊勒-维莱讷省。
与特罗盖里接壤的市镇（或旧市镇、城区）包括：拉罗什若迪。

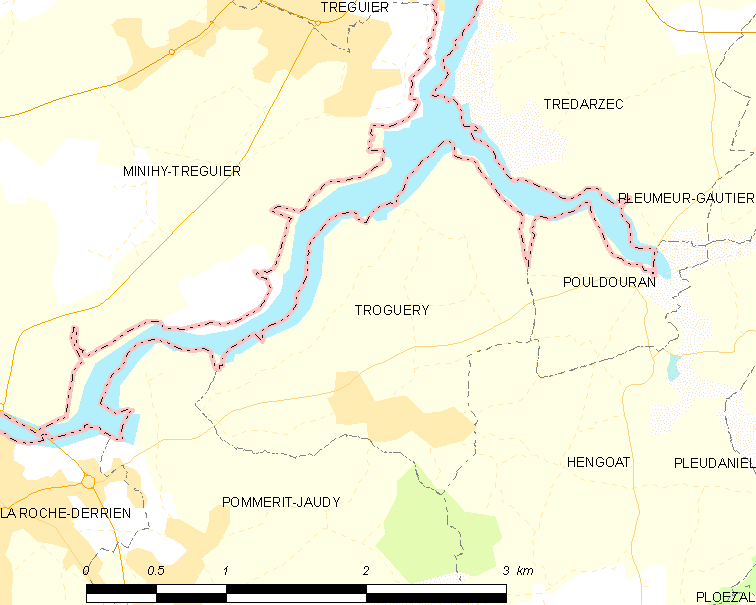
特罗盖里的OSM定位图

特罗盖里的时区为UTC+01:00、UTC+02:00（夏令时）。

## 行政
特罗盖里的邮政编码为22450，INSEE市镇编码为22383。

## 政治
特罗盖里所属的省级选区为特雷吉耶县。

## 人口

1962-2008年间特罗盖里人口变化图示

特罗盖里于2022年1月1日时的人口数量为219人。